# Ernstbrunnerwald (Gemeinde Ernstbrunn)
Ernstbrunnerwald ist eine unbewohnte Katastralgemeinde der Marktgemeinde Ernstbrunn im Bezirk Korneuburg in Niederösterreich.
Die Katastralgemeinde umfasst jenen Teil des ausgedehnten Ernstbrunner Waldes, welcher sich innerhalb der Gemeinde Ernstbrunn befindet, das ist der südöstliche Ausläufer des Waldgebietes.